# Sancha av León
Sancha av León, född 1018, död 1067, var en prinsessa och drottning av Léon, gift med Spaniens kung Ferdinand I av León, greve av Kastilien. Huruvida hon själv var regerande drottning av León mellan 1037 och 1065 eller bara överförde sin rätt till sin make och var drottning i egenskap av gemål är oklart och föremål för debatt.

## Biografi
Sancha av León var dotter till kung Alfonso V av León och Elvira Menéndez, och syster till kung Bermudo III av León, som efterträdde hennes far 1028. Hon trolovades år 1029 med greve García Sánchez av Kastilien. Hennes trolovade mördades dock före bröllopet, och hon trolovades istället med hans bror och efterträdare, Ferdinand. Vigseln ägde rum 1032. Hennes make har ofta kallats den förste kungen av Kastilien, men det var i själva verket deras son som först tog den titeln, och Kastilien var vid denna tid fortfarande ett grevskap.
År 1037 dödades hennes bror av hennes make vid Slaget vid Tamarón. Eftersom hennes bror avled barnlös, gick arvsrättigheterna till Leons tron vidare till Sancha. Frågan om hennes arvsföljd är diffus och oklar under en tid när de spanska kungadömena just övergick från valmonarkier till arvmonarkier, och hennes trontillträde har sagts vara det första trontillträdet genom arv, och hon ska därmed ha ärvt tronen i "egen rätt".
Vid denna tid fanns det inget precedensfall för kvinnliga monarker, och tronen tycks ha gått vidare jure uxoris genom Sancha till hennes make, som krönte sig till kung av Leon genom äktenskap, varpå Sancha därefter tycks ha varit Leons drottning som gemål. Exakt hur hennes ställning ska definieras är inte klarlagd, och det är oklart huruvida hon ska anses varit en monark (regerande drottning) eller enbart drottning i egenskap av gift med en kung: det noteras att hon anges ha tillträtt tronen utan ifrågasättande 1037, men också att hennes make år 1065 lämnade tronen vidare till deras son trots att Sancha fortfarande var vid liv.
Från 1056 och framåt kallades Ferdinand och Sancha för kejsar-kung och kejsarinne-drottning i samtida dokumentation. 
År 1065 avled Ferdinand I. Stridigheter utbröt mellan barnen, och Sancha ska då ha gjort upprepade försök att medla mellan dem. Hon var en sekulär abbedissa i klostret monasterio de San Pelayo.

## Barn
1. Urraca av Zamora
2. Ferdinand II av León och Kastilien
3. Elvira av Toro
4. Alfons VI av León och Kastilien
5. García II av Galicien